# Verena Dolle
Verena Dolle (* 1964) ist eine deutsche Romanistin.

## Leben
Sie studierte von 1984 bis 1986 Romanistik/Komparatistik und Musikwissenschaft an der RWTH Aachen, von 1987 bis 1988 an der Universität Bonn und von 1988 bis 1992 an der Ruhr-Universität Bochum. Nach der Promotion 1998 und der Habilitation 2007 ist sie seit 2009 Universitätsprofessorin für Romanische Literatur- und Kulturwissenschaft mit dem Schwerpunkt Spanien, Portugal und Lateinamerika an der Justus-Liebig-Universität Gießen. Dort war sie auch als Studiendekanin und Prodekanin des Fachbereichs Sprache, Literatur, Kultur tätig. Von Dezember 2016 bis Mitte Dezember 2021 war sie Vizepräsidentin für Studium und Lehre an der JLU Gießen. antreten.
Ihre Forschungsschwerpunkte sind Épica americana: Historisches Epos im 16./17. Jahrhundert – Geschichte und Fiktion, „Spatial turn“ – Globalisierungsprozesse und Raumwahrnehmung in der Literatur der Frühen Neuzeit und der Gegenwart, Transkulturation und Identität(en) in lateinamerikanischer (jüdischer) Literatur seit der Frühen Neuzeit, Repräsentation von (urbaner/staatlicher) Gewalt und traumatischen Erfahrungen in Literatur und Film, kulturelle Begegnungen in einer globalisierten Welt – „Un-Heimlichkeit“, Migration, Übersetzung und Utopie („American Dream“ vs. „European Dream“) in Lateinamerika und dem lusophonen Afrika und Microrrelatos und die Ästhetik des Ephemeren.

## Schriften (Auswahl)
- Tonschrift. Die Romane Robert Pingets in der Spannung zwischen Stimme und Schrift. Tübingen 1999, ISBN 3-8233-5196-6.
- Hg.: Das schwierige Individuum. Menschenbilder im 19. Jahrhundert. Regensburg 2003, ISBN 3-7917-1851-7.
- mit Uta Helfrich (Hg.): Zum spatial turn in der Romanistik. Akten der Sektion 25 des XXX. Romanistentages (Wien, 23.–27. September 2007). München 2009, ISBN 978-3-89975-157-4.
- Hg.: La representación de la Conquista en el teatro latinoamericano de los siglos XX y XXI. Hildesheim 2014, ISBN 3-487-15185-5.